# FK Vardar Negotino
FK Vardar Negotino (Macedonisch: ФК Вардар Неготино) is een Macedonische voetbalclub uit Negotino.
De club promoveerde in 2006 naar de tweede klasse.
Arsimi ·
Bashkimi ·
Belasica · 
FK Borec
Bregalnica Štip ·
Detonit · 
Kožuv · 
Makedonija · 
Novaci ·
Ohrid · 
Osogovo · 
Pobeda · 
Sasa · 
Skopje · 
Vardar Negotino ·
FK Vardarski